# Mesagroicus
Mesagroicus är ett släkte av skalbaggar. Mesagroicus ingår i familjen vivlar.

## Dottertaxa tillMesagroicus, i alfabetisk ordning[1]
- Mesagroicus affaber
- Mesagroicus analis
- Mesagroicus anatolicus
- Mesagroicus angustirostris
- Mesagroicus auliensis
- Mesagroicus conicirostris
- Mesagroicus depressipennis
- Mesagroicus elongatus
- Mesagroicus elongellus
- Mesagroicus erinaceus
- Mesagroicus fasciatus
- Mesagroicus graecus
- Mesagroicus hauseri
- Mesagroicus helleri
- Mesagroicus hispidus
- Mesagroicus hofferi
- Mesagroicus incertus
- Mesagroicus insipidus
- Mesagroicus lederi
- Mesagroicus manifestus
- Mesagroicus minor
- Mesagroicus nevadianus
- Mesagroicus oblongus
- Mesagroicus obscurus
- Mesagroicus occipitalis
- Mesagroicus ocularis
- Mesagroicus parmerensis
- Mesagroicus petraeus
- Mesagroicus pilifer
- Mesagroicus piliferus
- Mesagroicus plumosus
- Mesagroicus poriventris
- Mesagroicus rusticanus
- Mesagroicus stierlini
- Mesagroicus strigisquamosus
- Mesagroicus sulcicollis
- Mesagroicus superciliatus
- Mesagroicus sus
- Mesagroicus terrestris
- Mesagroicus viduatus